# Lliga zambiana de futbol
La lliga zambiana de futbol (anomenada MTN/FAZ Super Division per patrocini) és la màxima competició futbolística de Zàmbia. És organitzada per la Football Association of Zambia. Es creà l'any 1962.

## Equips participants el 2018
- Buildcon F.C.
- Forest Rangers F.C.
- Green Buffaloes
- Green Eagles
- Kabwe Warriors F.C.
- Kabwe Youth Soccer Academy
- Kitwe United F.C.
- Lumwana Radiants F.C.
- Lusaka Dynamos
- Nakambala Leopards
- NAPSA Stars
- National Assembly FC
- Nchanga Rangers
- New Monze Swallows FC
- Nkana FC
- Nkwazi
- Power Dynamos FC
- Red Arrows FC
- Zanaco FC
- ZESCO United

## Historial
Font:
- 1962:  Roan United (1)
- 1963:  Mufulira Wanderers (1)
- 1964:  City of Lusaka (1)
- 1965:  Mufulira Wanderers (2)
- 1966:  Mufulira Wanderers (3)
- 1967:  Mufulira Wanderers (4)
- 1968:  Kabwe Warriors (1)
- 1969:  Mufulira Wanderers (5)
- 1970:  Kabwe Warriors (2)
- 1971:  Kabwe Warriors (3)
- 1972:  Kabwe Warriors (4)
- 1973:  Zambia Army (1)
- 1974:  Zambia Army (2)
- 1975:  Green Buffaloes (3)
- 1976:  Mufulira Wanderers (6)
- 1977:  Green Buffaloes (4)
- 1978:  Mufulira Wanderers (7)
- 1979:  Green Buffaloes (5)
- 1980:  Nchanga Rangers (1)
- 1981:  Green Buffaloes (6)
- 1982:  Nkana Red Devils (1)
- 1983:  Nkana Red Devils (2)
- 1984:  Power Dynamos (1)
- 1985:  Nkana Red Devils (3)
- 1986:  Nkana Red Devils (4)
- 1987:  Kabwe Warriors (5)
- 1988:  Nkana Red Devils (5)
- 1989:  Nkana Red Devils (6)
- 1990:  Nkana Red Devils (7)
- 1991:  Power Dynamos (2)
- 1992:  Nkana FC (8)
- 1993:  Nkana FC (9)
- 1994:  Power Dynamos (3)
- 1995:  Mufulira Wanderers (8)
- 1996:  Mufulira Wanderers (9)
- 1997:  Power Dynamos (4)
- 1998:  Nchanga Rangers (2)
- 1999:  Nkana FC (10)
- 2000:  Power Dynamos (5)
- 2001:  Nkana FC (11)
- 2002:  Zanaco (1)
- 2003:  Zanaco (2)
- 2004:  Red Arrows (1)
- 2005:  Zanaco (3)
- 2006:  Zanaco (4)
- 2007:  ZESCO United (1)
- 2008:  ZESCO United (2)
- 2009:  Zanaco (5)
- 2010:  ZESCO United (3)
- 2011:  Power Dynamos (6)
- 2012:  Zanaco (6)
- 2013:  Nkana (12)
- 2014:  ZESCO United (4)
- 2015:  ZESCO United (5)
- 2016:  Zanaco (7)
- 2017:  ZESCO United (6)
- 2018:  ZESCO United (7)
- 2019:  ZESCO United (8)
- 2019-20:  Nkana (13)[3][4][5]
- 2020-21:  ZESCO United (9)[6][7][8]
- 2021-22:  Red Arrows (2)[9][10][11][12]
- 2022-23:  Power Dynamos (7)[13]